# Staro selisjte
Staro selisjte (bulgariska: Старо селище) är ett distrikt i Bulgarien.   Det ligger i kommunen Obsjtina Isperich och regionen Razgrad, i den nordöstra delen av landet, 290 km öster om huvudstaden Sofia.
Trakten runt Staro selisjte består till största delen av jordbruksmark. Runt Staro selisjte är det ganska glesbefolkat, med 35 invånare per kvadratkilometer.